# Feodora di Hohenlohe-Langenburg
Feodora di Hohenlohe-Langenburg, (nome completo Feodore Viktorie Adelheid Prinzessin zu Hohenlohe-Langenburg) (Stoccarda, 7 luglio 1839 – Meiningen, 10 febbraio 1872), nata principessa di Hohenlohe-Langenburg, divenne duchessa di Sassonia-Meiningen per matrimonio.

## Famiglia d'origine
Suo padre era il principe Ernesto I di Hohenlohe-Langenburg, figlio del principe Carlo Ludovico I di Hohenlohe-Langenburg e della contessa Amalia di Solms-Baruth (1768-1847); sua madre era la principessa Feodora di Leiningen, figlia del principe Emilio Carlo di Leiningen e della principessa Vittoria di Sassonia-Coburgo-Saalfeld.
Feodora era la minore di sei fratelli. Sua madre era la sorellastra maggiore della regina Vittoria del Regno Unito, per questo la sua famiglia era strettamente legata alla famiglia reale inglese.

## Matrimonio
Feodora conobbe il suo futuro sposo, e primo cugino, il duca Giorgio II di Sassonia-Meiningen, mentre era in viaggio in Italia. Il Duca era da poco tempo vedovo della sua prima moglie la principessa Carlotta di Prussia ed era ancora in lutto. A causa della sua recente tragedia il Duca era impegnato nella ricerca di una madre per i suoi due piccoli figli. Feodora e Giorgio si fidanzarono immediatamente.
Il 23 ottobre del 1858, a Langenburg, Feodora si sposò con Giorgio, che era figlio del duca Bernardo II di Sassonia-Meiningen e di Maria Federica d'Assia-Kassel.
Dal loro matrimonio nacquero tre figli:
| Nome                                             | Nascita           | Morte            | Note |
| ------------------------------------------------ | ----------------- | ---------------- | --- |
| Principe Ernesto Bernardo di Sassonia-Meiningen  | 27 settembre 1859 | 29 dicembre 1941 | sposò morganaticamente Katharina Jensen; ebbe figli |
| Principe Federico Giovanni di Sassonia-Meiningen | 12 ottobre 1861   | 23 agosto 1914   | sposò la Contessa Adelaide di Lippe-Biesterfeld; ed ebbe figli. Fu il nonno della Principessa Regina di Sassonia-Meiningen, moglie di Otto, Principe Ereditario d'Austria. Il Principe Federico fu ucciso nella battaglia di Tarcienne. |
| Principe Vittorio di Sassonia-Meiningen          | 14 maggio 1865    | 17 maggio 1865   | morì nell'infanzia |

Il matrimonio non fu felice. Giorgio non si riprese dal dolore per morte della prima moglie e Feodora aspirava ad avere un altro tipo di vita. Essa non aveva attitudini intellettuali od artistiche, anzi, mostrava di non avere interesse per nulla. Nonostante questo Giorgio, che era un grande amante delle arti, in particolar modo del teatro, tentò di educarla.

Dopo la morte del suo terzo figlio Feodora si assentava da Meiningen per molto tempo, più di quello che, all'epoca, si considerava conveniente.
Nel 1866 Giorgio succedette al padre come Duca di Sassonia-Meiningen e Feodora divenne Duchessa.
Nel gennaio del 1872 Feodora contrasse la scarlattina e morì il mese successivo. Nonostante le profonde differenze che li dividevano Giorgio fu amorevole nei suoi confronti e, quanto Feodora entrò nella fase finale della sua malattia, si mostrò molto turbato avvisando tramite telegramma i suoi famigliari.

## Ascendenza
|                                          |                                       |                                                  | Genitori                                      |  |  | Nonni |  |  | Bisnonni                                  |  |  | Trisnonni                     |  |
|                                          |                                       |                                                  |                                               |  |  |       |  |  | Cristiano Alberto di Hohenlohe-Langenburg |  |  | Luigi di Hohenlohe-Langenburg |  |
|                                          |                                       |                                                  |                                               |  |  |       |  |  | Cristiano Alberto di Hohenlohe-Langenburg |  |  | Luigi di Hohenlohe-Langenburg |  |
|                                          |                                       | Eleonora di Nassau-Saarbrücken                   |                                               |  |  |       |  |  | Cristiano Alberto di Hohenlohe-Langenburg |  |  |                               |  |
| Carlo Ludovico I di Hohenlohe-Langenburg |                                       |                                                  |                                               |  |  |       |  |  | Cristiano Alberto di Hohenlohe-Langenburg |  |  |                               |  |
|                                          |                                       | Carolina di Stolberg-Gedern                      | Federico Carlo di Stolberg-Gedern             |  |  |       |  |  |                                           |  |  |                               |  |
|                                          |                                       | Carolina di Stolberg-Gedern                      | Federico Carlo di Stolberg-Gedern             |  |  |       |  |  |                                           |  |  |                               |  |
|                                          |                                       | Carolina di Stolberg-Gedern                      | Luisa di Nassau-Saarbrücken                   |  |  |       |  |  |                                           |  |  |                               |  |
| Ernesto I di Hohenlohe-Langenburg        |                                       | Carolina di Stolberg-Gedern                      |                                               |  |  |       |  |  |                                           |  |  |                               |  |
|                                          |                                       | Giovanni Cristiano II di Solms-Baruth            | Giovanni Carlo di Solms-Baruth                |  |  |       |  |  |                                           |  |  |                               |  |
|                                          |                                       | Giovanni Cristiano II di Solms-Baruth            | Giovanni Carlo di Solms-Baruth                |  |  |       |  |  |                                           |  |  |                               |  |
|                                          |                                       | Giovanni Cristiano II di Solms-Baruth            | Luisa di Lippe-Biesterfeld                    |  |  |       |  |  |                                           |  |  |                               |  |
| Amalia Enrichetta di Solms-Baruth        |                                       | Giovanni Cristiano II di Solms-Baruth            |                                               |  |  |       |  |  |                                           |  |  |                               |  |
|                                          |                                       | Federica Luisa di Reuss-Köstritz                 | Enrico VI di Reuss-Köstritz                   |  |  |       |  |  |                                           |  |  |                               |  |
|                                          |                                       | Federica Luisa di Reuss-Köstritz                 | Enrico VI di Reuss-Köstritz                   |  |  |       |  |  |                                           |  |  |                               |  |
|                                          |                                       | Federica Luisa di Reuss-Köstritz                 | Anna Francesca Enrichetta Luisa de Casado     |  |  |       |  |  |                                           |  |  |                               |  |
| Feodora di Hohenlohe-Langenburg          |                                       | Federica Luisa di Reuss-Köstritz                 |                                               |  |  |       |  |  |                                           |  |  |                               |  |
|                                          | Carlo Federico Guglielmo di Leiningen | Federico Magnus di Leiningen-Dagsburg-Hartenburg |                                               |  |  |       |  |  |                                           |  |  |                               |  |
|                                          | Carlo Federico Guglielmo di Leiningen | Federico Magnus di Leiningen-Dagsburg-Hartenburg |                                               |  |  |       |  |  |                                           |  |  |                               |  |
|                                          | Carlo Federico Guglielmo di Leiningen | Anna di Wurmbrand-Stuppach                       |                                               |  |  |       |  |  |                                           |  |  |                               |  |
| Emilio Carlo di Leiningen                | Carlo Federico Guglielmo di Leiningen |                                                  |                                               |  |  |       |  |  |                                           |  |  |                               |  |
|                                          |                                       | Cristiana di Solms-Rödelheim-Assenheim           | Guglielmo di Solms-Rödelheim-Assenheim        |  |  |       |  |  |                                           |  |  |                               |  |
|                                          |                                       | Cristiana di Solms-Rödelheim-Assenheim           | Guglielmo di Solms-Rödelheim-Assenheim        |  |  |       |  |  |                                           |  |  |                               |  |
|                                          |                                       | Cristiana di Solms-Rödelheim-Assenheim           | Maria Anna di Wurmbrand-Stuppach              |  |  |       |  |  |                                           |  |  |                               |  |
| Feodora di Leiningen                     |                                       | Cristiana di Solms-Rödelheim-Assenheim           |                                               |  |  |       |  |  |                                           |  |  |                               |  |
|                                          |                                       | Francesco Federico di Sassonia-Coburgo-Saalfeld  | Ernesto Federico di Sassonia-Coburgo-Saalfeld |  |  |       |  |  |                                           |  |  |                               |  |
|                                          |                                       | Francesco Federico di Sassonia-Coburgo-Saalfeld  | Ernesto Federico di Sassonia-Coburgo-Saalfeld |  |  |       |  |  |                                           |  |  |                               |  |
|                                          |                                       | Francesco Federico di Sassonia-Coburgo-Saalfeld  | Sofia Antonia di Brunswick-Wolfenbüttel       |  |  |       |  |  |                                           |  |  |                               |  |
| Vittoria di Sassonia-Coburgo-Saalfeld    |                                       | Francesco Federico di Sassonia-Coburgo-Saalfeld  |                                               |  |  |       |  |  |                                           |  |  |                               |  |
|                                          |                                       | Augusta di Reuss-Ebersdorf                       | Enrico XXIV di Reuss-Ebersdorf                |  |  |       |  |  |                                           |  |  |                               |  |
|                                          |                                       | Augusta di Reuss-Ebersdorf                       | Enrico XXIV di Reuss-Ebersdorf                |  |  |       |  |  |                                           |  |  |                               |  |
|                                          |                                       | Augusta di Reuss-Ebersdorf                       | Carolina Ernestina di Erbach-Schönberg        |  |  |       |  |  |                                           |  |  |                               |  |
|                                          |                                       | Augusta di Reuss-Ebersdorf                       |                                               |  |  |       |  |  |                                           |  |  |                               |  |